# أولاد الحاج (بوخلالة)
أولاد الحاج هو دُوَّار يقع بجماعة الروحا، إقليم زاكورة، جهة درعة تافيلالت في المملكة المغربية. ينتمي الدوّار لمشيخة بوخلالة التي تضم 12 دوار. يقدر عدد سكانه بـ 1215 نسمة حسب الإحصاء الرسمي للسكان والسكنى لسنة 2004.

## روابط خارجية
- البوابة الوطنية للجماعات الترابية
- المندوبية السامية للتخطيط